# Micha'el Komej
Micha'el Ša'ul Komej (hebrejsky מיכאל שאול קומיי‎; 17. října 1908 Kapské Město – 6. listopadu 1987 Jeruzalém) byl izraelský diplomat a druhý izraelský velvyslanec při OSN.

## Životopis
Narodil se v Kapském Městě v Jihoafrické republice. Vystudoval Univerzitu v Kapském městě. Od roku 1931 působil jako advokát a začal pracovat mezi židovskou komunitou.
Během druhé světové války sloužil v jihoafrické armádě. Jeho služba trvala od roku 1940 do roku 1946 a byl propuštěn v hodnosti majora. Poté emigroval se svou ženou Džo'an (rozenou Solomon) a dvěma dětmi do Palestiny. Nejprve pracoval jako zástupce Jihoafrické sionistické organizace při Židovské agentuře.
Po vzniku Státu Izrael nastoupil na Ministerstvo zahraničních věcí a působil jako ředitel oddělení pro záležitosti Commonwealthu. V roce 1953 působil jako vyslanec Izraele v Kanadě a v roce 1954 se stal velvyslancem. Jeho služba v Kanadě trvala až do roku 1957. V roce 1956 prosadil nákup 24 stíhacích letounů z Kanady do Izraele.
V letech 1959–1967 byl velvyslancem Izraele při OSN a v letech 1970–1973 velvyslancem Izraele ve Spojeném království.
V roce 1979 odešel do důchodu a žil v Jeruzalémě. Spolu se svou ženou byl jedním z vedoucích představitelů izraelské společnosti pro prevenci týrání zvířat.

## Dílo
- KOMEJ, Micha'el. Zionism, Israel and the Palestinian Arabs: Questions and Answers. [s.l.]: [s.n.], 1981.